# Brigade d'intervention
Ne pas confondre avec la Brigade de recherche et d'intervention (BRI-PP), qui dépend de la Direction de la police judiciaire de la préfecture de police.
La Brigade d'intervention (BI) est une unité d'intervention de la préfecture de police de Paris.
Basée dans le 12e arrondissement de Paris elle est composée de 50 fonctionnaires, elle est rattachée au groupe d'intervention et de protection de la Direction de l'ordre public et de la circulation (DOPC) de la Préfecture de police de Paris.

## Historique
L'unité est créée en octobre 1998 sous l'appellation de brigade de dispersion et d'intervention (BDI). Elle était constituée majoritairement d'effectifs de la compagnie des moniteurs et de la compagnie sportive.
Elle change d'appellation l'année suivante pour prendre celle de brigade d'intervention.
En 2004 elle s'associe avec la Brigade de recherche et d'intervention pour constituer la Brigade Anticommando. Elle faisait donc de ce fait partie de la Force d'intervention de la Police nationale.
En novembre 2015, elle participe à l'assaut de l'Hypercacher Vincennes et à l'assaut du Bataclan conjointement avec la Brigade de recherche et d'intervention.
Depuis 2016, à la suite d'un désaccord interne entre directions, la BI qui avait pour habitude de collaborer étroitement avec la BRI-PP depuis des années est écartée de la formation BAC et ne fait plus partie de la FIPN.

## Missions
La Brigade d'Intervention est l'unité d'intervention de la Direction de l'ordre public et de la circulation (DOPC) qui est chargée de l'ordre public et de la protection des institutions. À ce titre, elle participe aux missions de sécurisation (notamment avec des tireurs de précision en couverture haute) lors de manifestations nécessitant la protection de personnalités.
Elle appuie également le Groupe de sécurité de la présidence de la République dans le cadre de la mission « appui-feu GSPR » en sécurisant le convoi présidentiel lors de ses déplacements en Île-de-France. Par ailleurs, elle apporte son expertise aux autres services de la Préfecture de Police de Paris lors d'interpellations judiciaires.